# Krucjata Bourne’a (film)
Krucjata Bourne’a (ang. The Bourne Supremacy) – amerykańsko-niemiecki film sensacyjny z 2004 roku w reżyserii Paula Greengrassa. Scenariusz Tony’ego Gilroya zainspirowany został powieścią Roberta Ludluma o tym samym tytule. Film jest kontynuacją losów bohatera filmu Tożsamość Bourne’a (2002).

## Fabuła
Fabuła filmu, w porównaniu z książkową, została znacznie zmieniona.
Bourne wciąż nękany koszmarami, nie może przypomnieć sobie swojej tożsamości. Tymczasem jedna z berlińskich akcji CIA, mających ujawnić „kreta” w agencji, okazuje się fiaskiem po morderstwie „obiektu” i jednego z agentów mających odebrać wiadomości. Winą obarczono Bourne’a. Tymczasem Jason wraz ze swoją ukochaną Marie przez długi czas uciekali, ukrywając się przed wszystkimi na drugim końcu świata. Agentka Pamela Landy prowadząca wspomnianą akcję dostaje zgodę na wgląd do akt personalnych projektu Treadstone – zaczyna nowe poszukiwana Jasona. On i Marie zostają odnalezieni w Goa – ktoś zlecił ich eliminację. Marie ginie w objęciach Jasona zastrzelona przez jednego z agentów. Jason próbuje uratować swoją ukochaną, lecz nie udaje się, więc postanawia powziąć zemstę – nie wie jednak, że projekt Treadstone został już dawno zarzucony. Jedzie do Berlina, by zgładzić szefa Treadstone. Pod wpływem wstrząsu powoli wraca mu pamięć związana z tym miastem.

## Obsada
- Jason Bourne – Matt Damon
- Marie Kreutz – Franka Potente
- Nicolette – Julia Stiles
- Abbott – Brian Cox
- Pamela Landy – Joan Allen
- Danny Zorn – Gabriel Mann
- Jarda – Marton Csokas
- Tom Croclin – Tom Gallop
- Kim – Michelle Monaghan
- Kiril – Karl Urban